# Vamos Vamos Cojedes
Vamos, Vamos Cojedes (VVC) es un partido político venezolano de ámbito regional, fundado y liderado por Alberto Galíndez, actual gobernador del estado Cojedes, tras ser expulsado de las filas de Primero Justicia.

## Historia
El 11 de abril de 2025, es registrado ante el Consejo Nacional Electoral la organización con fines políticos de carácter regional, Vamos, Vamos Cojedes. Dicho partido postuló a Galíndez como candidato a la reelección en las elecciones del 25 de mayo, así como candidatos al Consejo Legislativo del estado y a la Asamblea Nacional, en coalición con la Alianza Democrática.
En dichas elecciones, Galíndez logra ser reelecto con el 54,83 % de votos. Su partido aportaría la mayor cantidad de votos, siendo el 73% de los votos aportados a favor. Así mismo, el partido obtiene cinco de los siete legisladores en el Consejo Legislativo, así como diputados a la Asamblea Nacional.
En las elecciones municipales, el partido consigue ganar todas las alcaldías del estado Cojedes, convirtiéndose en el tercer partido por mayor número de alcaldías del país, detrás del Partido Socialista Unido de Venezuela y Fuerza Vecinal.

## Resultados electorales

### Elecciones parlamentarias
| Año  | Votos     | %         | Diputados                        | +/- |
| ---- | --------- | --------- | -------------------------------- | --- |
| 2025 | Sin datos | Sin datos | en Cojedes 5/6en Venezuela 5/285 | 5   |

### Elecciones regionales
| Año  | Candidato        | Votos  | %                | Legisladores |
| ---- | ---------------- | ------ | ---------------- | ------------ |
| 2025 | Alberto Galíndez | 72 224 | \| \| 54,83 % \| | 5/7          |
|      | 54,83 %          |        |                  |              |

### Elecciones municipales
| Año  | Votos     | %         | Alcaldes | Concejales nominales | Concejales lista |
| ---- | --------- | --------- | -------- | -------------------- | ---------------- |
| 2025 | Sin datos | Sin datos | 9/9      | 28/28                | 21/29            |